# Mistrzostwa Świata w Piłce Nożnej 2002 (eliminacje strefy CONCACAF)/Faza finałowa
W fazie finałowej eliminacji do piłkarskich Mistrzostw Świata 2002 w strefie CONCACAF wzięło udział 6 zespołów narodowych wyłonionych w poprzednich rundach. Pierwsze trzy drużyny uzyskały bezpośredni awans do mundialu rozgrywanego na boiskach Korei Południowej i Japonii.
Wszystkie 6 zespołów zostało przydzielonych do jednej grupy, gdzie rozegrały pomiędzy sobą spotkania w systemie każdy z każdym, mecz i rewanż. Spotkania odbywały się pomiędzy 28 lutego a 11 listopada 2001 roku
| Drużyna           | M  | Z | R | P | Br+ | Br- | +/- | Pkt |
| ----------------- | -- | - | - | - | --- | --- | --- | --- |
| Kostaryka         | 10 | 7 | 2 | 1 | 17  | 7   | +10 | 23  |
| Meksyk            | 10 | 5 | 2 | 3 | 16  | 9   | +7  | 17  |
| Stany Zjednoczone | 10 | 5 | 2 | 3 | 11  | 8   | +3  | 17  |
| Honduras          | 10 | 4 | 2 | 4 | 17  | 17  | 0   | 14  |
| Jamajka           | 10 | 2 | 2 | 6 | 7   | 14  | -7  | 8   |
| Trynidad i Tobago | 10 | 1 | 2 | 7 | 5   | 18  | -13 | 5   |

## Mecze
| 28 lutego 2001 | Jamajka · Marshall 16' | 1 – 0(Report) | Trynidad i Tobago | Independence Park Kingston Widzów: 34,000 Sędzia: Carlos Batres (GUA) |
|                |                        |               |                   |                                                                       |

| 28 lutego 2001 | Kostaryka · Fonseca 65' · Cordero 90+4' | 2 – 2(Report) | Honduras · Pineda 3' · Núñez 85' | Estadio Ricardo Saprissa San José Widzów: 20,000 Sędzia: Ali Bujsaim (UAE) |
|                |                                         |               |                                  |                                                                            |

| 28 lutego 2001 | Stany Zjednoczone · Wolff 47' · Stewart 87' | 2 – 0(Report) | Meksyk | Columbus Crew Stadium Columbus Widzów: 24,329 Sędzia: Rodolfo Sibrian (SLV) |
|                |                                             |               |        |                                                                             |

| 25 marca 2001 | Meksyk · de Nigris 15', 18' · Borgetti 84', 88' | 4 – 0(Report) | Jamajka | Estadio Azteca Meksyk Widzów: 80,000 Sędzia: Mauricio Navarro (CAN) |
|               |                                                 |               |         |                                                                     |

| 25 marca 2001 | Kostaryka · Bryce 46' · Wanchope 81', 88' | 3 – 0(Report) | Trynidad i Tobago | Estadio Alejandro Morera Soto Alajuela Widzów: 17,500 Sędzia: Kim Young-Joo (KOR) |
|               |                                           |               |                   |                                                                                   |

| 25 marca 2001 | Honduras · de León 60' | 1 – 2(Report) | Stany Zjednoczone · Stewart 33' · Mathis 87' | Estadio Olímpico Metropolitano San Pedro Sula Widzów: 45,000 Sędzia: Freddy Burgos (GUA) |
|               |                        |               |                                              |                                                                                          |

| 25 kwietnia 2001 | Jamajka · Gardner 56' | 1 – 1(Report) | Honduras · Caballero 80' | Independence Park Kingston Widzów: 30,000 Sędzia: Carlos Simon (BRA) |
|                  |                       |               |                          |                                                                      |

| 25 kwietnia 2001 | Trynidad i Tobago · Andrews 14' | 1 – 1(Report) | Meksyk · Pardo 61' | Queen’s Park Oval Port of Spain Widzów: 8,000 Sędzia: Saad Mane (KUW) |
|                  |                                 |               |                    |                                                                       |

| 25 kwietnia 2001 | Stany Zjednoczone · Wolff 70' | 1 – 0(Report) | Kostaryka | Arrowhead Stadium Kansas City (Missouri) Widzów: 37,319 Sędzia: Jorge Larrionda (URU) |
|                  |                               |               |           |                                                                                       |

| 16 czerwca 2001 | Meksyk · Abundis 7' | 1 – 2(Report) | Kostaryka · Fonseca 73' · Medford 87' | Estadio Azteca Meksyk Widzów: 60,000 Sędzia: Carlos Batres (GUA) |
|                 |                     |               |                                       |                                                                  |

| 16 czerwca 2001 | Jamajka | 0 – 0(Report) | Stany Zjednoczone | Independence Park Kingston Widzów: 35,000 Sędzia: Ubaldo Aquino (PAR) |
|                 |         |               |                   |                                                                       |

| 16 czerwca 2001 | Trynidad i Tobago · Latapy 56' · John 90' | 2 – 4(Report) | Honduras · Pavón 13' (k.) · Turcios 20' · Morales 54' · Guevara 86' (k.) | Hasely Crawford Stadium Port of Spain Widzów: 5,500 Sędzia: Mauricio Navarro (CAN) |
|                 |                                           |               |                                                                          |                                                                                    |

| 20 czerwca 2001 | Stany Zjednoczone · Razov 2' · Stewart 20' | 2 – 0(Report) | Trynidad i Tobago | Foxboro Stadium Foxborough Widzów: 31,211 Sędzia: Ali Bujsaim (UAE) |
|                 |                                            |               |                   |                                                                     |

| 20 czerwca 2001 | Honduras · Pavón 16', 55', 64' (k.) | 3 – 1(Report) | Meksyk · Ruiz 86' | Estadio Olímpico Metropolitano San Pedro Sula Widzów: 50,000 Sędzia: Horacio Elizondo (ARG) |
|                 |                                     |               |                   |                                                                                             |

| 20 czerwca 2001 | Kostaryka · Marin 4' · Wanchope 38' | 2 – 1(Report) | Jamajka · Lowe 10' | Estadio Alejandro Morera Soto Alajuela Widzów: 17,800 Sędzia: John Toro Rendon (COL) |
|                 |                                     |               |                    |                                                                                      |

| 30 czerwca 2001 | Trynidad i Tobago · John 26' | 1 – 2(Report) | Jamajka · Lowe 30' · Burton 68' | Queen’s Park Oval Port of Spain Widzów: 4000 Sędzia: Gustavo Mendez (URU) |
|                 |                              |               |                                 |                                                                           |

| 1 lipca 2001 | Meksyk · Borgetti 15' | 1 – 0(Report) | Stany Zjednoczone | Estadio Azteca Meksyk Widzów: 110,000 Sędzia: Kim Young-Joo (KOR) |
|              |                       |               |                   |                                                                   |

| 1 lipca 2001 | Honduras · Guevara 25', 38' | 2 – 3(Report) | Kostaryka · Wanchope 9' · Fonseca 13' · Solís 83' | Estadio Nacional Tegucigalpa Widzów: 38,000 Sędzia: Óscar Ruiz (COL) |
|              |                             |               |                                                   |                                                                      |

| 1 września 2001 | Stany Zjednoczone · Stewart 7', 83' | 2 – 3(Report) | Honduras · Núñez 27', 76' · Pavón 59' (k.) | RFK Stadium Waszyngton Widzów: 54,282 Sędzia: Mauricio Navarro (CAN) |
|                 |                                     |               |                                            |                                                                      |

| 1 września 2001 | Trynidad i Tobago | 0 – 2(Report) | Kostaryka · Gomez 4', 35' | Hasely Crawford Stadium Port of Spain Widzów: 2,5000 Sędzia: Mohammed Kousa (SYR) |
|                 |                   |               |                           |                                                                                   |

| 2 września 2001 | Jamajka · Morales 11' (o.g.) | 1 – 2(Report) | Meksyk · Blanco 68', 76' | Independence Park Kingston Widzów: 35,000 Sędzia: Gamal Al-Ghandour (EGY) |
|                 |                              |               |                          |                                                                           |

| 5 września 2001 | Meksyk · García Aspe 25' (k.) · Arellano 44' · Blanco 86' (k.) | 3 – 0(Report) | Trynidad i Tobago | Estadio Azteca Meksyk Widzów: 75,000 Sędzia: Jose Farias Martinez (CAN) |
|                 |                                                                |               |                   |                                                                         |

| 5 września 2001 | Honduras · Núñez 53' | 1 – 0(Report) | Jamajka | Estadio Nacional Tegucigalpa Widzów: 22,000 Sędzia: Qasem Shaban (KUW) |
|                 |                      |               |         |                                                                        |

| 5 września 2001 | Kostaryka · Fonseca 39', 68' | 2 – 0(Report) | Stany Zjednoczone | Estadio Ricardo Saprissa San José Widzów: 24,000 Sędzia: Carlos Batres (GUA) |
|                 |                              |               |                   |                                                                              |

| 7 października 2001 | Kostaryka | 0 – 0(Report) | Meksyk | Estadio Ricardo Saprissa San José Widzów: 24,000 Sędzia: Antonio Pereira da Silva (BRA) |
|                     |           |               |        |                                                                                         |

| 7 października 2001 | Honduras | 0 – 1(Report) | Trynidad i Tobago · John 61' | Estadio Olímpico Metropolitano San Pedro Sula Widzów: 45,000 Sędzia: Mike Seifert (CAN) |
|                     |          |               |                              |                                                                                         |

| 7 października 2001 | Stany Zjednoczone · Moore 3', 81' (k.) | 2 – 1(Report) | Jamajka · Lawrence 13' | Foxboro Stadium Foxborough Widzów: 40,400 Sędzia: Rodolfo Sibrian (SLV) |
|                     |                                        |               |                        |                                                                         |

| 11 listopada 2001 | Meksyk · Blanco 65', 78' (k.) · Palencia 72' | 3 – 0(Report) | Honduras | Estadio Azteca Meksyk Widzów: 105,405 Sędzia: Carlos Batres (GUA) |
|                   |                                              |               |          |                                                                   |

| 11 listopada 2001 | Trynidad i Tobago | 0 – 0(Report) | Stany Zjednoczone | Hasely Crawford Stadium Port of Spain Widzów: 5,000 Sędzia: Peter Prendergast (JAM) |
|                   |                   |               |                   |                                                                                     |

| 11 listopada 2001 | Jamajka | 0 – 1(Report) | Kostaryka · Sunsing 5' | Independence Park Kingston Widzów: 7,000 Sędzia: Ramesh Ramdhan (TRN) |
|                   |         |               |                        |                                                                       |